# Frank Hampel

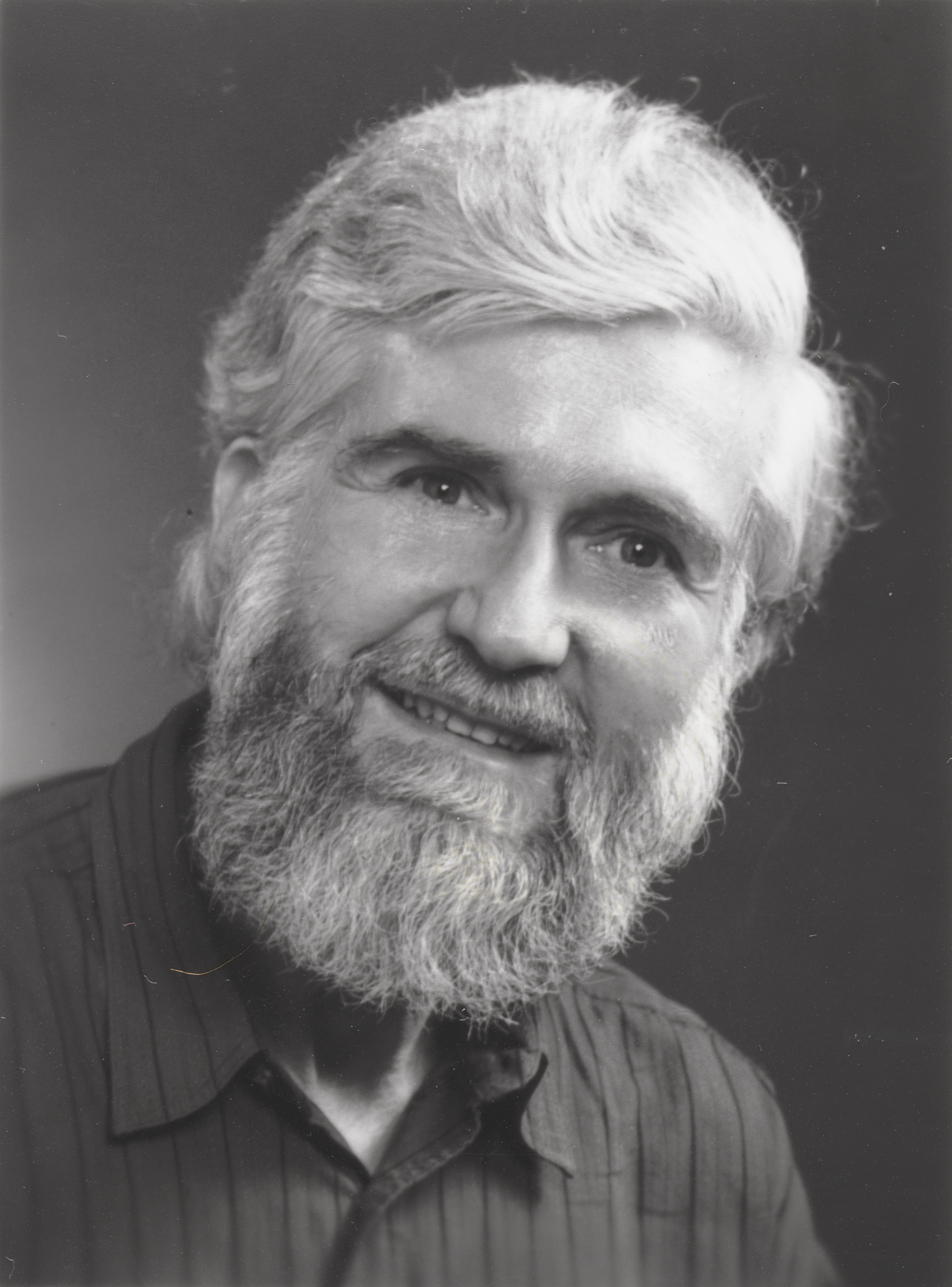
Frank Hampel (1997)

Frank Hampel (* 1941 in Heidelberg; † 2. Oktober 2018 in Thalwil) war ein deutscher Statistiker und Professor an der ETH Zürich. 

## Leben
Frank Hampel studierte Mathematik und Physik in Göttingen und München, anschliessend Statistik an der University of California in Berkeley, wo er 1968 auch sein Doktorat abschloss. Danach war er als Oberassistent für den statistischen Beratungsdienst der Universität Zürich verantwortlich. Im Jahr 1973 wurde er vom Schweizer Bundesrat zum ausserordentlichen Professor für Statistik an die ETH Zürich gewählt, 1979 erfolgte seine Beförderung zum ordentlichen Professor für das gleiche Lehrgebiet. Unter seiner Federführung wuchs das Seminar für Statistik bis zu seiner Emeritierung im Jahr 2006 kontinuierlich an.

## Forschung
In der Forschung leistete Frank Hampel fundamentale Beiträge zur Robusten Statistik und trug wesentlich dazu bei, dass die ETH Zürich eine weltweit führende Stellung auf diesem Gebiet innehatte. Er führte die beiden zentralen Begriffe "Bruchpunkt" und "Einflussfunktion" ein, mit denen die Robustheitseigenschaften von statistischen Verfahren quantifiziert und optimale Verfahren konstruiert werden können. Die kreative Anwendung der Statistik in der Analyse von Daten war Frank Hampel ebenfalls ein grosses Anliegen. In den 1970er-Jahren war er federführend bei der Auswertung des sogenannten Grossversuchs IV zur Hagelabwehr in der Schweiz und er ermöglichte den Aufbau des statistischen Beratungsdienstes an der ETH Zürich.
Frank Hampel war ein unkonventioneller Forscher und Lehrer mit einer äusserst originellen Schaffenskraft, welche viele Studierende und Fachkollegen inspiriert und geprägt hat. In seiner Freizeit widmete er sich mit grossem Einsatz der Naturbeobachtung. Er erwarb sich detaillierte Kenntnisse über Astronomie, Vögel, Orchideen und Libellen und verstand es, dieses Wissen mit grosser Begeisterung weiterzugeben.

## Auszeichnungen
- 2007 Ehrendoktortitel der Universität Dortmund

## Publikationen (Auswahl)
- Mit Elvezio M. Ronchetti, Peter J. Rousseeuw, Werner A. Stahel: Robust statistics. The approach based on influence functions. Wiley, New York 1986, ISBN 978-1-118-15068-9.
- Zu den Grundlagen der Statistik. ETH, Zürich 1989.
- Introduction to Huber (1964) Robust Estimation of A Location Parameter. In: Samuel Kotz, Norman L. Johnson (Hrsg.): Breakthroughs in Statistics, Volume II – Methodology and Distribution. Springer-Verlag, Berlin / Heidelberg / New York 1992, ISBN 3-540-94037-5, S. 479–491, doi:10.1007/978-1-4612-4380-9.